# Pasticcio
Pasticcio is een Italiaans operagenre, dat letterlijk pastei betekent.
Deze typische 18e-eeuwse operavorm is samengesteld uit aria's, ensembles en instrumentale stukken, afkomstig van verschillende bestaande opera's, gecomponeerd door een of meerdere componisten.
Vanwege de enorme belangstelling in die tijd voor de Italiaanse opera (met name de opera seria), en het ontbreken van een historisch gegroeid repertoire, kon hiermede het publiek in korte tijd geïnformeerd worden met de reeds beproefde en geliefde aria's en ensembles van de nieuwste muziekstukken. 

La Prova di un' Opera Seria, van Francesco Gnecco op een libretto van Giulio Artusi is een voorbeeld van een dergelijke opera. 
De term pasticcio wordt ook breder gebruikt om een parodie op stukken uit verschillende stijlen en tijden aan te duiden.